# Lilium grayi

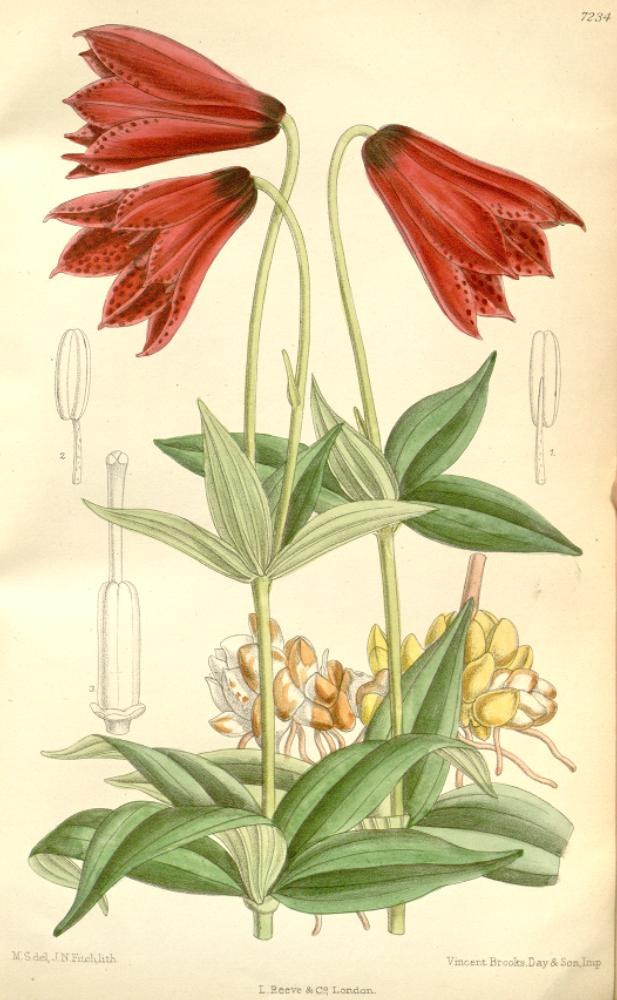
Lilium grayi ilustração de Joseph Dalton Hooker.

Lilium grayi é uma espécie de planta com flor, pertencente à família Liliaceae.
A planta é encontrada no Canadá e nos Estados Unidos.